# Comedie fantastică
Pour plus de détails, voir Fiche technique et Distribution.
Comedie fantastică est un film roumain réalisé par Ion Popescu-Gopo, sorti en 1975.

## Synopsis
Une civilisation extra-terrestre traverse une crise énergétique et envoie un androïde sur Terre pour trouver une solution.

## Fiche technique
- Titre : Comedie fantastică
- Réalisation : Ion Popescu-Gopo
- Scénario : Ion Popescu-Gopo
- Musique : Dumitru Capoianu
- Photographie : Stefan Horvath et Grigore Ionescu
- Montage : Eugenia Naghi
- Production : Marin Gheoroaie (manager)
- Société de production : Filmstudio Bucuresti
- Pays :  Roumanie
- Genre : Comédie et science-fiction
- Durée : 84 minutes
- Dates de sortie : 
  - Roumanie : 12 mai 1975 (télévision)

## Distribution
- Dem Rădulescu : l'extra-terrestre
- Cornel Coman : le professeur
- Vasilica Tastaman : Corina
- George Mihaita : Ol
- Horea Popescu : le directeur
- Jorj Voicu : Tapirul

## Distinctions
Le film a été présenté en sélection officielle en compétition lors de Berlinale 1975.